# 紳寶105教練機
紳寶 105（瑞典語：Saab 105，中文又譯：紳寶-105）或（瑞典空軍軍用代號：SK 60）是瑞典紳寶集團在二十世紀六十年代所研製的教練機。該型教練機採用雙引擎設計，服役於1967年，用以取代當時的吸血鬼戰鬥機。
紳寶-105曾出口40架OE型到奧地利空軍，至今依然服役在瑞典空軍和奧地利空軍中。

## 概述
紳寶 105首次試飛於1963年6月29日，並於1967年正式服役於瑞典空軍，並命名代號為「SK 60」，用於取代吸血鬼戰鬥機（J 28C教練機型）。其後紳寶 105曾多次進行過升級改造，衍生出多種版本。其中裝備通用電氣J85渦輪噴氣發動機的紳寶 105OE型則出口至奧地利空軍，於1970年至1972年交付。

## 衍生型
- 紳寶 105：紳寶 105原型機。曾生產兩架。[1]
- SK 60A：瑞典空軍雙座噴氣式教練機。曾生產過149架。[3]
- SK 60B：瑞典空軍雙座攻擊型版本，為SK 60A改良型。[3]
- SK 60C：瑞典空軍雙座對地攻擊/偵察版本。[4]
- SK 60D：SK 60C改良型。[5]
- SK 60E：增加了仪表着陆系统等設備。
- SK 60W

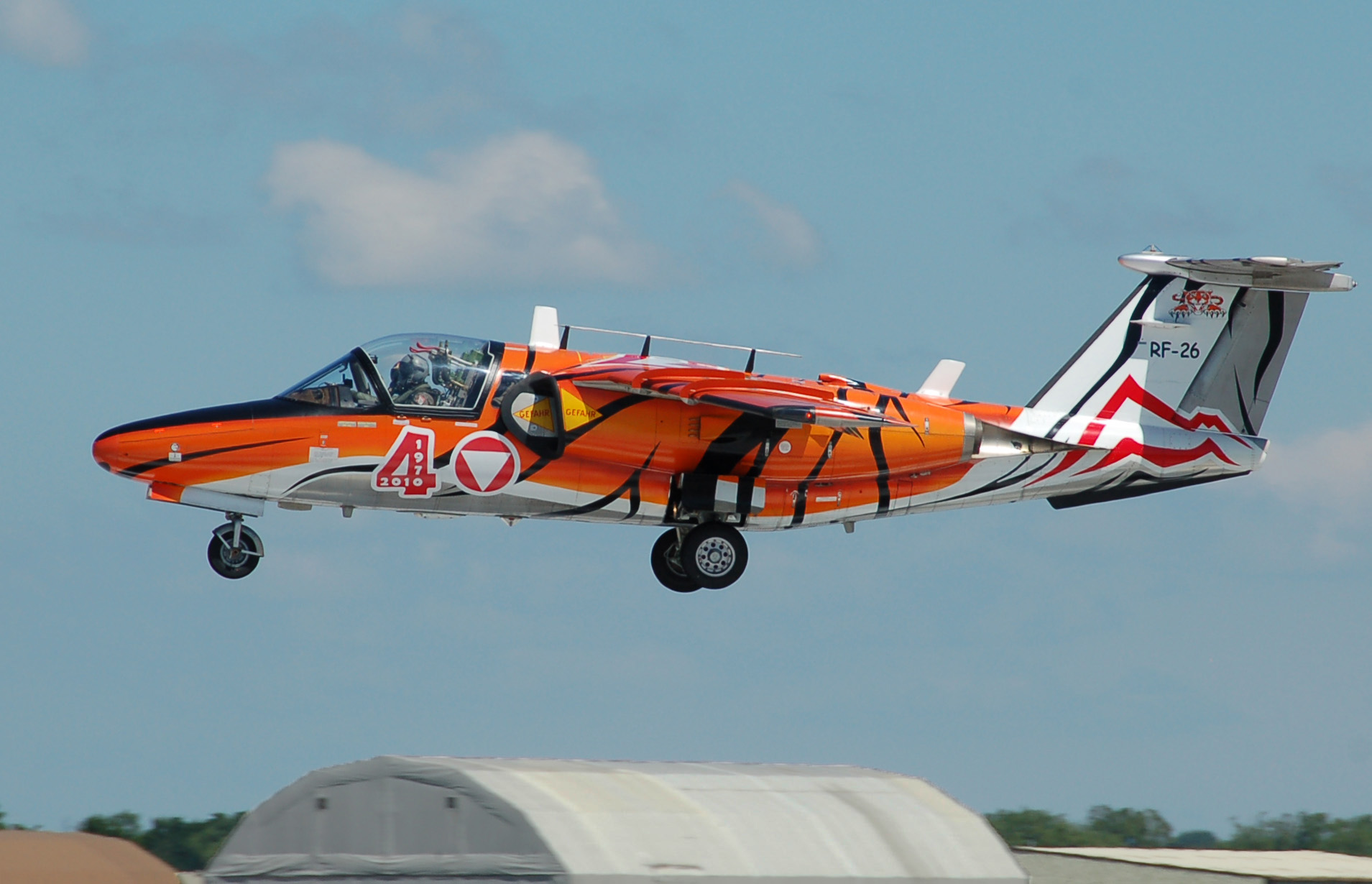
紳寶 105的奧地利空軍40年使用紀念版

- 紳寶 105XT：用於出口宣傳的版本，改良至SK 60B。發動機改用性能更強的J85渦輪噴氣發動機。[6]
- 紳寶 105D：商務噴射機概念版本，但並未實現。[1]
- 紳寶 105G：改良自紳寶 105XT，採用了更新的綜合航空電子設備，包括精密的導航與攻擊系統，新款J85渦輪噴氣發動機。[7]
- 紳寶 105H：計劃出口至瑞士空軍的版本，但最終敗標。[7]
- 紳寶 105Ö（OE）：紳寶 105XT的改良型，是奧地利空軍的版本。於1970年7月，並於1972年交付完成。[8]
- 紳寶 105S：計劃出口至芬蘭空軍的版本，但最終敗標。[7]

## 服役國家

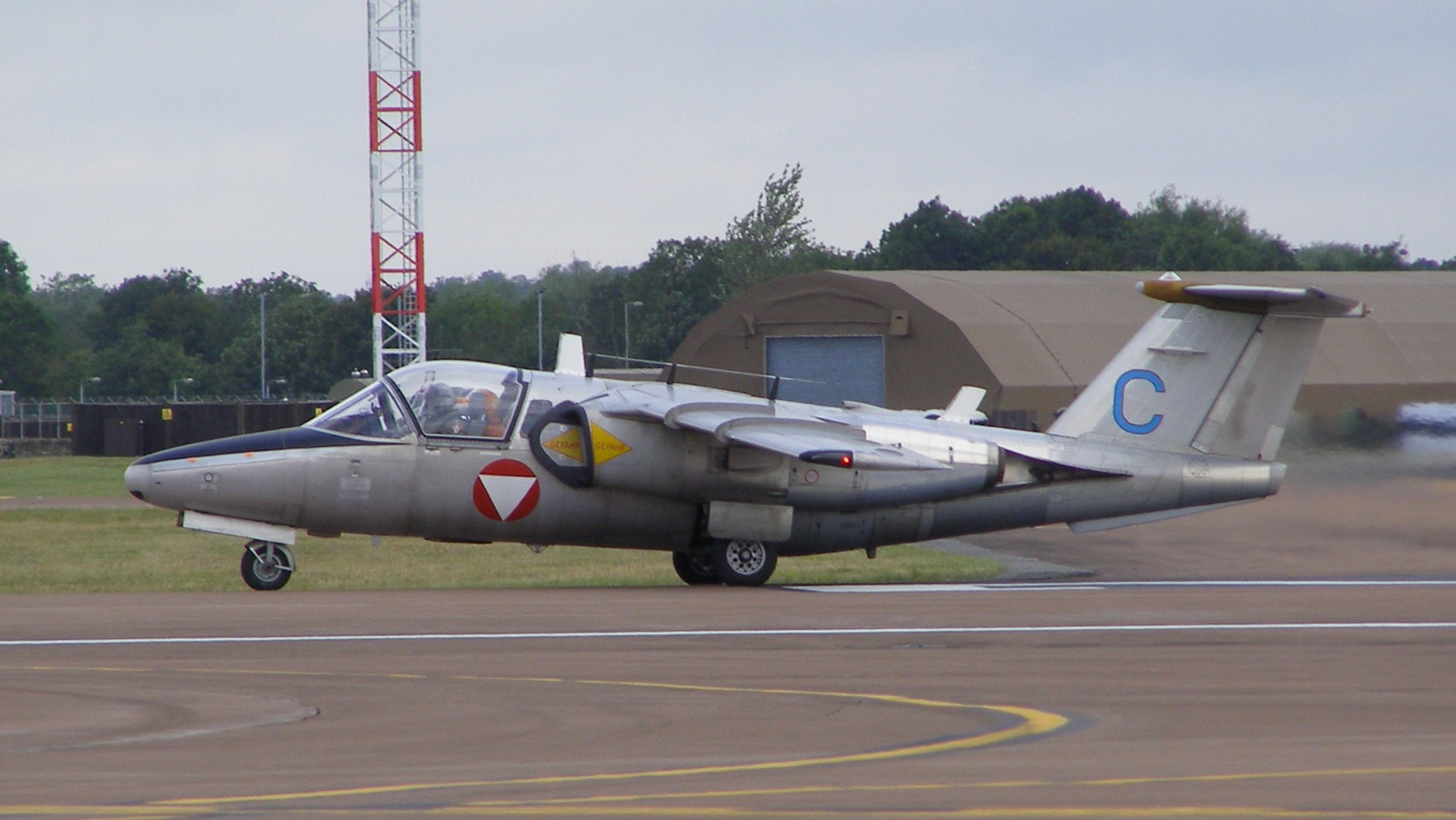
攝於2011年的奧地利空軍紳寶 105教練機。

奥地利：服役於奧地利空軍。
 瑞典：瑞典空軍：80架。

## 技術規格（Saab 105Ö）
資料來源：
基本信息
- 机组：2人

性能
武器

- 6個外掛點：空空導彈、炸彈、機炮莢艙和火箭

## 資料來源
1. 1 2 3  Hewson 1995, p. 42.
2. ↑  . 2008-03-20  [2015-05-27]. （原始内容存档于2015-06-17）.
3. 1 2  Hewson 1995, p. 43.
4. ↑  Hewson 1995, p. 44.
5. ↑  Hewson 1995, p. 45.
6. ↑  Hewson 1995, pp. 45–46.
7. 1 2 3  Hewson 1995, p. 47.
8. ↑  Hewson 1995, p. 46.
9. ↑  , SE, （原始内容存档于2010-08-22）.
10. ↑  Rendall 1996, p.112.